# Make It Funky – The Big Payback: 1971–1975
Make It Funky – The Big Payback: 1971–1975 é o quarto de diversas coletâneas de James Brown lançadas pela Polydor Records que cobrem vários períodos de sua carreira. Esta coletânea cobre de 1971 até 1975.

## Lista de faixas
Disco 1
1. "Escape-ism" - 4:02
2. "Hot Pants, Parts 1 & 2" - 6:55
3. "I'm a Greedy Man" - 7:08
4. "Make It Funky, Parts 1, 2, 3 & 4" - 12:45
5. "King Heroin" - 3:55
6. "I Got Ants in My Pants (and I Want to Dance)" - 7:26
7. "There It Is" - 5:47
8. "Get on the Good Foot" - 5:44
9. "Don't Tell It" - 8:25
  - versão completa inédita
10. "I Got a Bag of My Own" - 3:46
11. "Down and Out in New York City" - 5:21
  - versão inédita com intro falada
12. "Think '73" - 3:12
13. "Make It Good to Yourself" (interlude) - 2:19
  - versão inédita

Disco 2
1. "The Payback" - 7:39
2. "Stoned to the Bone" - 4:00
3. "Mind Power" - 4:08
  - versão alternativa inédita
4. "World of Soul" - 5:44
  - versão inédita
5. "Papa Don't Take No Mess" - 13:50
6. "Coldblooded" - 5:04
  - versão inédita sem overdubs
7. "I Can't Stand It "76"" - 8:11
8. "My Thang" - 4:15
9. "Funky President (People It's Bad)" - 4:08
  - versão original inédita
10. "I Feel Good" - 3:02
11. "Problems" - 2:50
12. "Turn On the Heat and Build Some Fire" - 6:07
13. "Hot Pants Finale" (Live) - 7:20
  - versão inédita